# 葡萄園

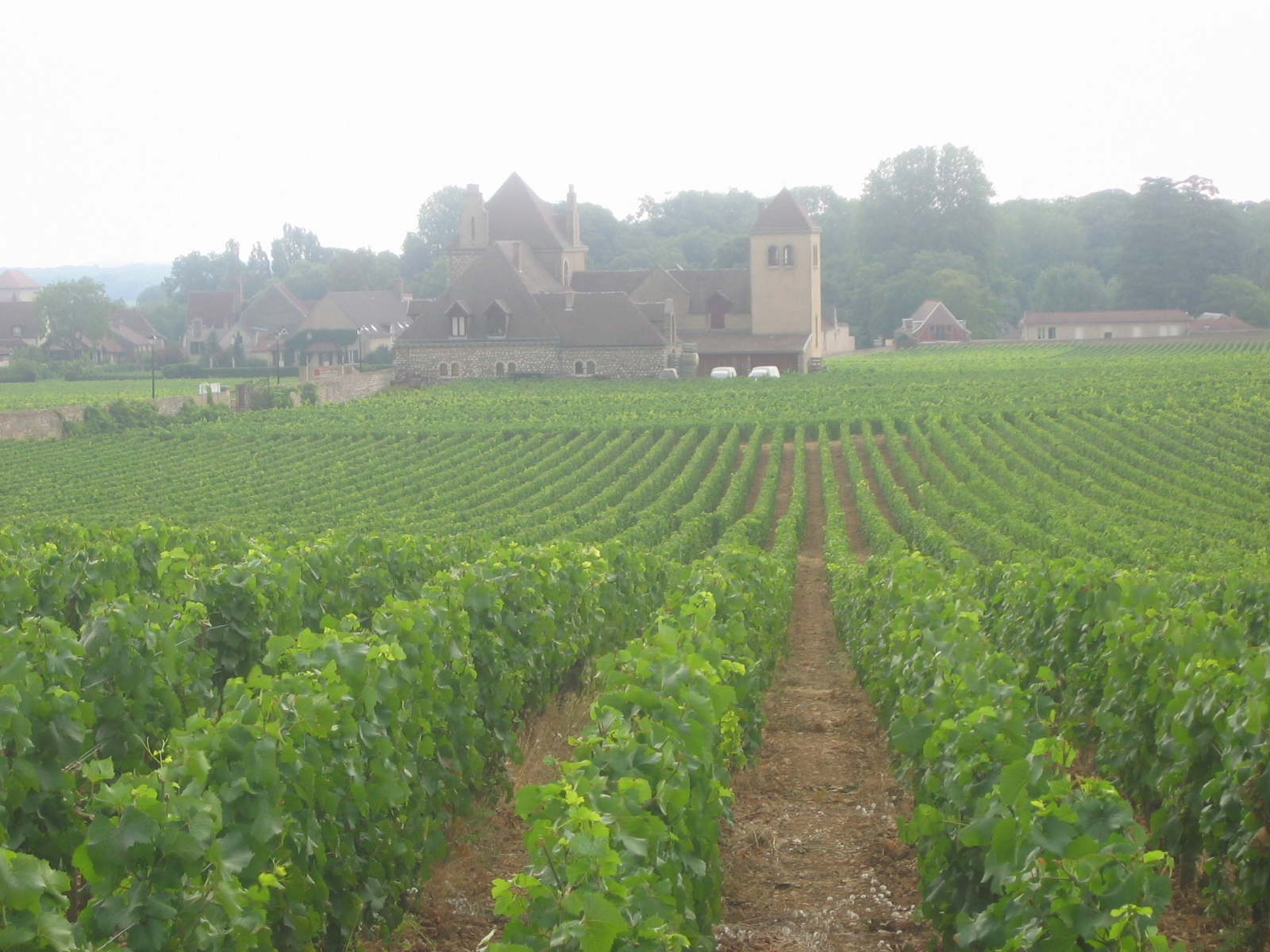
フランス ブルゴーニュ地域圏 クロ・ド・ヴジョーの葡萄園

葡萄園（ぶどうえん）、または、葡萄畑（ぶどうばたけ）は、ブドウを生産する農場。葡萄園にあたる英語: vineyardより「ヴィンヤード」、同フランス語: vignobleより「ヴィニョーブル」「ヴィグノーブル」とも呼ばれる。
世界で生産されたブドウのおよそ1割が生食用で、8割が醸造用、残りがその他の加工用とされる。このため、世界的にはワイン （仏: vin）の原料となるブドウの生産農場が葡萄園とみなされている。一方、日本では、生産されるブドウのおよそ8割が生食用で、1割が醸造用、残りがその他の加工用とされている。このため、日本では必ずしもワインと関連せず、ブドウ狩りに供するためのブドウを生産する農場を指すこともある。

## 歴史
葡萄園は、ブドウ栽培とともに発祥伝播していったものと考えられる。
ブドウ栽培の歴史は古く、紀元前3000年頃、カフカース地方から地中海東部沿岸地方にわたる地域で、セム族 （セム語派）あるいはアーリア人によって始められたとされる。最初の栽培種はヨーロッパブドウ （ヴィニフェラ種、Vitis vinifera）で、ワイン醸造も同時に始められた。その後、セム族はエジプト （古代エジプト）方面へ、アーリア人はインド方面へ、それぞれブドウ栽培とワイン醸造を伝えた。
なお、旧約聖書 （創世記9章20節）には、ノアがアララト山に葡萄園（葡萄畑）を作ったのが初めと記されている。
世界遺産

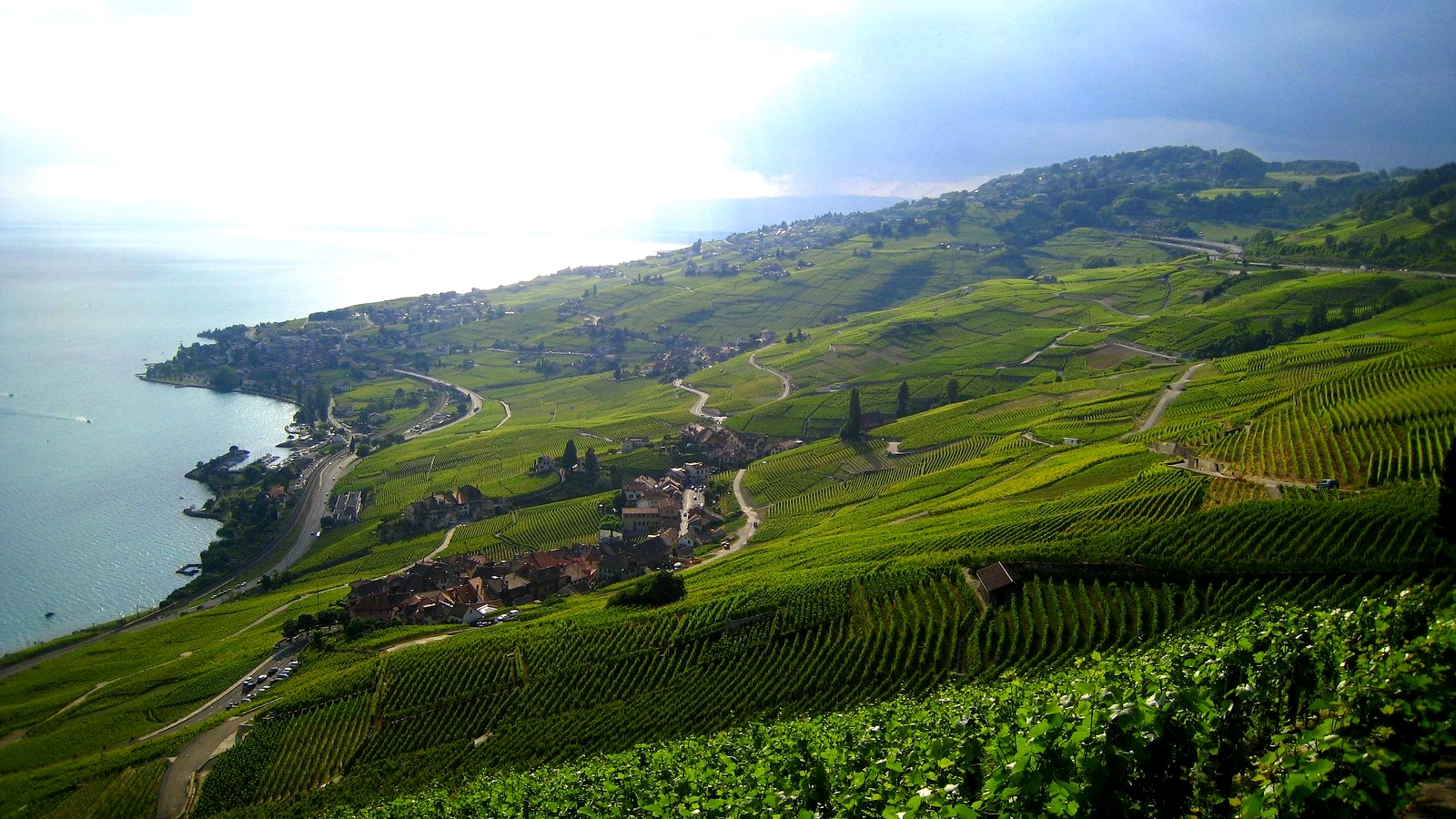
ラヴォーのブドウ段々畑（スイス）

- ヴァル・ドルチャ - オルチャ渓谷（イタリア）
- ラヴォー - ラヴォーのブドウ段々畑（スイス）
- ピコ島 - ピコ島のブドウ畑文化の景観（ポルトガル）
- トカイ - トカイのワイン産地の歴史的・文化的景観 （ハンガリー）
- サン＝テミリオン地域 - サン＝テミリオン地域（フランス）
- アルト・ドウロ・ワイン生産地域 - アルト・ドウロ・ワイン生産地域（ポルトガル）

## テロワール
葡萄園（葡萄畑）の土壌や地形や気候や風土など、ブドウの生育環境を総称してテロワール（仏: terroir）という。
ブドウは、比較的痩せた排水と保水が共によい礫を含んだ重い土壌を好み、生育期に降雨が少ない土地で良好な果実が得られる。世界各地のブドウ生産地では、垣根仕立て、棒仕立てが多いが、日本では多雨多湿な気候に適する棚仕立てとし、木を大きく育てる。

## 日本の葡萄園

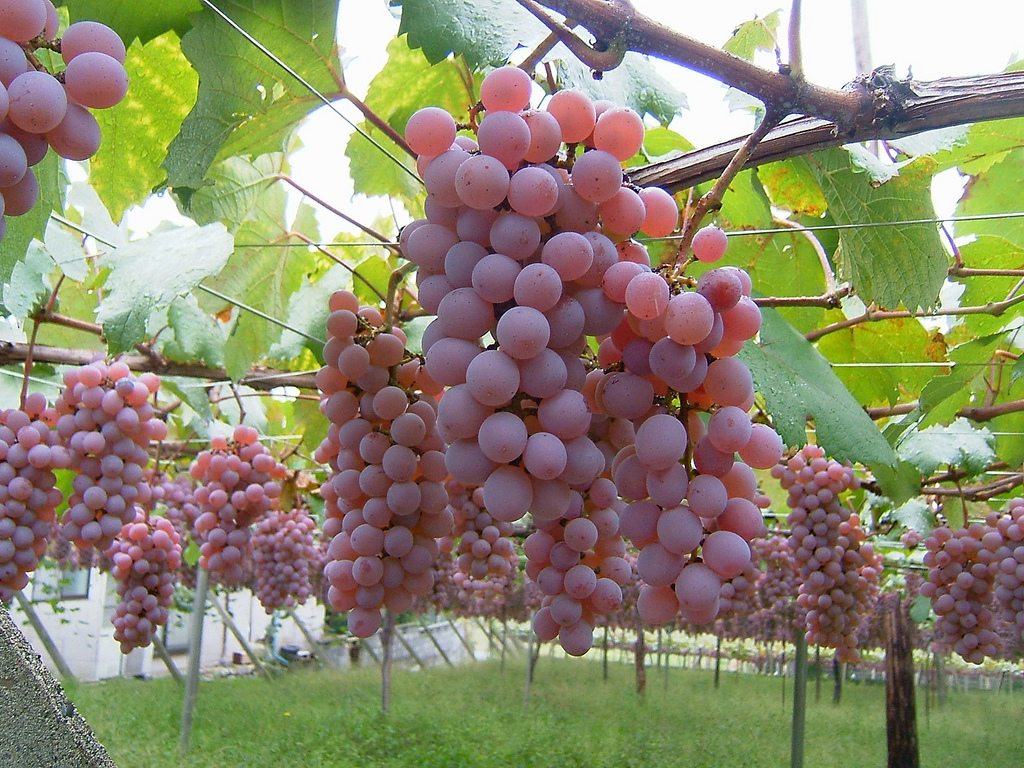
山梨県・勝沼の葡萄園

伝承では、日本にブドウが渡来したのは奈良時代のこと。原産地からシルクロードを経て、唐から渡来したとされる。718年 （養老2年）、各地を行脚した高僧・行基が、甲斐国勝沼（山梨県甲州市 （旧・勝沼町））の柏尾山大善寺に薬種園を設け、そこでブドウ（甲州種）の栽培を始めたとする伝承がある。
また、同じく甲州葡萄に関する伝承では、平安時代末期の1186年 （文治2年）、同じく甲斐国勝沼の住人、雨宮勘解由（あめみやかげゆ）が、山中より珍しい果樹を見いだして育てた逸話があり、ブドウ栽培の始まりとも伝えられる。
いずれにしても、日本の葡萄園は、現在の山梨県甲州市勝沼町の一角で、ヨーロッパブドウの一種である「甲州」種の栽培を行ったことに始まる。勝沼周辺では江戸時代には一部の地域で限定的に、商品作物としての甲州葡萄の生産が行われ、江戸においても甲斐の名産として知られていた。1864年（元治元年）に現在の長野県松本市里山辺に甲州種ぶどうが渡ったとの記述も残っており小松という品種が有名であった。木が枯れてしまったため残ってはいないが、山辺ぶどうとしてデラウェア、ナイアガラ、黄華（おうか）、巨峰の他、様々な大粒種ぶどうが栽培されている。1986年（昭和61年）には山辺ぶどうの巨峰が生坂村へ伝わり山清路巨峰（種あり巨峰）が有名である。
明治時代に入ると政府の奨励もあって、1874年（明治7年）頃から、勝沼周辺でワインの製造が始められた。しかし、ワインが日本人の嗜好に合わなかったためか、醸造高・消費量ともなかなか増えなかった。ようやく第1次世界大戦後になって、ブドウの作付け面積、ワインの醸造高も増加し始めた。第二次世界大戦中には、電波探知機に用いるロッシェル塩（酒石酸カリウム-ナトリウム、KNaC4H4O6）の原料となる酒石酸を採るため、ワイン醸造が奨励された。戦後、洋食化の拡大に伴い、ワインの醸造量も激増し、各地で生産されるようになった。
2013年（平成25年）産のブドウ収穫量は18万9700t（出荷量は17万3600t）で、結果樹面積は1万7400ha。都道府県別にみた収穫量割合は、山梨県が全国の26%（4万8200t）、長野県が14%（2万6800t）、山形県が9%（1万6600t）、岡山県が8%（1万5300t）、福岡県が5%（9170t）となっており、この5県で全国の約61%を占めている。
近年は、北海道内陸部に位置する空知地方南部(岩見沢市や三笠市や栗山町や浦臼町など)や、上川地方 (富良野市や中富良野町や上富良野町や鷹栖町や東川町や鷹栖町など)、後志地方 (余市町や仁木町など)、渡島地方でのワイン用ブドウ品種の生産が増えている。